# Bataille de Flodden Field
Guerre de la Ligue de Cambrai
Batailles
- Casaloldo (it) (10 mai 1509)
- Agnadel (14 mai 1509)
- Padoue (15 - 30 septembre 1509)
- Polesella (it) (22 décembre 1509)
- Monselice (1509-1510)
- Val Vestino (1510-1517)
- Villamarina (19 juillet 1510)
- Capo di Monte (8 septembre 1510)
- Mirandola (1510 - 1511) (it)
- Trévise (1511)
- Brescia (18 février 1512)
- Ravenne (11 avril 1512)
- Navarre (1512)
- Saint-Mathieu (10 août 1512)
- Blancs-Sablons (22 avril 1513)
- Brest (24 avril 1513)
- Novare (6 juin 1513)
- Guinegatte (16 août 1513)
- Dijon (8 - 13 septembre 1513)
- Flodden Field (9 septembre 1513)
- La Motta ou Creazzo (7 octobre 1513)

La bataille de Flodden Field, du 9 septembre 1513, oppose une armée écossaise commandée par le roi Jacques IV, et une armée anglaise, commandée par Thomas Howard, comte de Surrey. Elle s'achève par la défaite des Écossais et la mort du roi Jacques IV.
En ce qui concerne le nombre de participants, c'est la plus grande bataille qui ait eu lieu entre ces deux nations.
Elle porte le nom d'une localité située dans le comté de Northumberland, dans le Nord de l'Angleterre, qui n'est pas la plus proche de l'endroit où elle a eu lieu, le village de Branxton, mais d'une localité, où les Écossais avaient stationné précédemment.

## Contexte

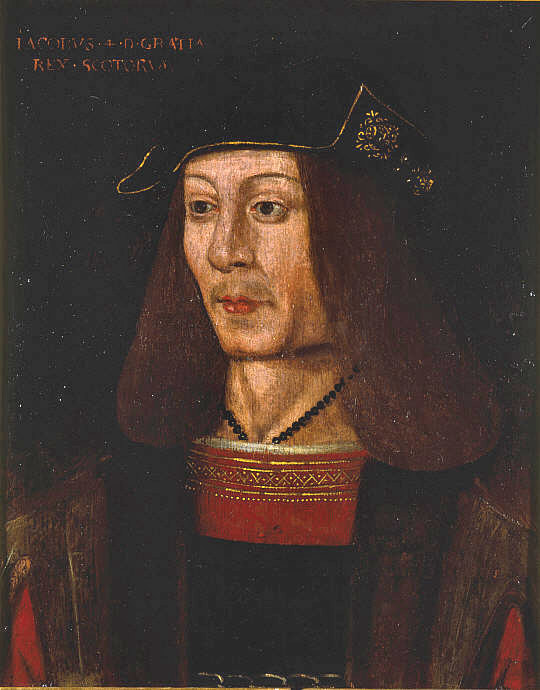
Jacques IV d'Écosse

Jacques IV a déclaré la guerre à l'Angleterre en vertu de l'Auld Alliance de l'Écosse et de la France, afin de détourner les troupes anglaises d'Henry VIII de leur offensive contre la France de Louis XII, lancée dans le cadre de la guerre de la Ligue de Cambrai, c'est-à-dire la quatrième guerre d'Italie (1508-1513). 
L'Angleterre est en effet entrée dans la Sainte Ligue, coalition formée en 1511 par le pape Jules II contre Louis XII et a attaqué la France.
Prenant prétexte du  meurtre de Robert Kerr, gouverneur des marches écossaises de l'Est, tué en 1508 par l'Anglais John Heron, Jacques IV envahit l'Angleterre avec une armée d'environ 30 000 hommes.

## Forces en présence et manœuvres préliminaires

### L'armée de Jacques IV
La plupart des soldats qui l'accompagnent sont armés de la pique continentale de 5,5 mètres, près de 2 mètres plus longue que la pique traditionnelle des schiltrons écossais. Cette arme avait acquis une réputation redoutable entre les mains des lansquenets suisses et allemands, mais elle ne pouvait être utilisée efficacement que par des unités extrêmement disciplinées. Le capitaine français Antoine d'Arces, et quarante de ses compatriotes, ont été chargés d'entraîner les Écossais à l'usage de cette arme. On peut se demander cependant si l'infanterie écossaise avait eu assez de temps pour se familiariser avec cette technique nouvelle, ou si la configuration du terrain, où elle évolua, lui avait permis de tirer pleinement parti de l'entraînement reçu.
À la suite de l'infanterie vient l'artillerie : le maître canonnier, Robert Borthwick, et ses dix-sept canons au total, qui ont nécessité 400 bœufs pour les acheminer depuis Édimbourg. L'artillerie écossaise est trop lourde pour une campagne ouverte et ne fait que ralentir l'armée. Si ces gros canons peuvent abattre les murs d'un château, ils sont difficiles à manœuvrer sur un champ de bataille. De plus, ces armes demandent des servants qualifiés, or Jacques IV a envoyé ses meilleurs canonniers sur sa flotte peu avant.
L'armée écossaise est composée en majorité de recrues inexpérimentées.

### L'entrée en Angleterre
Jacques IV traverse la frontière le 22 août. 
Beaucoup de soldats écossais sont démoralisés par les nombreux blessés lors de l'assaut du château de Norham. 
Pour aggraver les choses, le temps est déplorable, continuellement humide et venteux pendant toute la campagne. Des maladies commencent à apparaître. Rassemblant le butin qu'ils ont pu amasser, certains décident simplement de rentrer chez eux. Au début de septembre, il est arrivé tant d'hommes à Édimbourg que le conseil municipal fait une proclamation : « Nous ordonnons fermement au nom du roi, notre souverain, que toutes les personnes qui viennent de son armée y retournent immédiatement. »

### L'armée de Thomas Howard
Le comte de Surrey a rassemblé toutes ses troupes au début du mois de septembre.
Il dispose d'une armée de 26 000 hommes environ, composée principalement d'archers et de fantassins, armés du vouge, la version anglaise de la hallebarde continentale, une pique longue de 2,5 mètres disposant à son extrémité d'une lame redoutable en forme de hache, qui peut couper ou frapper. Tous sont à pied, excepté William Dacre, qui dispose de 1 500 cavaliers légers. 

### Invitation à la bataille et acceptation de Jacques IV
Surrey veut éviter que Jacques IV s'éclipse, comme il l'a fait lors de son invasion de 1497. Il lui envoie un messager depuis sa base d'Alnwick, l'invitant à livrer bataille le 9 septembre. Jacques répond qu'il a l'intention d'attendre Howard jusqu'à midi de ce jour-là.
Ses raisons d'accepter le défi ne sont pas claires, puisque la plupart des généraux écossais depuis Robert Bruce ont refusé de grandes batailles avec les Anglais, à moins que les circonstances soient exceptionnelles. L'explication la plus courante est qu'il aurait été aveuglé par des notions désuètes de chevalerie et d'honneur, bien que deux autres facteurs puissent l'avoir également influencé.
Tout d'abord il semble évident que Jacques avait confiance en la taille de son armée, qui était au moins aussi forte, sinon plus, que celle de son ennemi. Il était fier de ses artilleurs et de ses piquiers, et impatient de les faire se révéler dans la bataille. Il y avait toujours le danger des archers anglais, mais la plus grande partie des troupes de Jacques était protégée par les toutes dernières armures ou portait de lourds boucliers de bois pour contrer les effets des volées de flèches.
En second lieu, il avait choisi une très forte position, d'où il pouvait supporter une attaque frontale de Surrey. Juste de l'autre côté de la rivière Till (en), à partir du château de Ford, s'étendent les contreforts nord-est des monts Cheviot, dont le plus haut sommet est Flodden Hill. De nos jours, c'est une pente sans arbres, s'élevant à 150 mètres au-dessus du niveau de la mer. À partir de Flodden, le terrain s'abaisse vers le nord-ouest, avant de remonter à Branxton Hill. Par l'ouest, l'approche est dissimulée par Moneylaws Hill. L'ensemble de la position ressemble à un immense fer à cheval, dont la face ouverte fait face à l'est à la rivière Till. Ce fut là, dans cette grande forteresse naturelle que Jacques plaça son armée. La bataille de Bannockburn avait montré l'importance du choix de la position, mais la position de Flodden était plutôt trop forte : toute attaque directe était suicidaire. Jacques n'était pas Robert Bruce, et Surrey n'était pas Henry Percy[Lequel ?].

## La bataille

### Aux alentours de Flodden
Le 6 septembre, l'armée anglaise entra dans la vallée de la Till. De là, elle voyait clairement les Écossais à quelques kilomètres à l'ouest. La force de la position ennemie fut immédiatement évidente pour Surrey. L'Exacte rencontre (The Trewe Encountre), un récit écrit juste après la bataille, décrit ce qu'il vit : « Le roi des Écossais se tenait avec son armée au seuil des Cheviots, et était entouré de trois côtés par trois grandes montagnes, et ainsi, pour arriver jusqu'à lui, il n'y avait qu'un seul passage, où étaient disposés de nombreux canons. »
Pour la deuxième fois, Surrey envoya un messager, se plaignant auprès de Jacques qu'il avait choisi une position qui ressemblait trop à une forteresse, et l'invitant à venir se battre au niveau de la plaine, près de Milfield. Bien entendu, Jacques refusa. Maintenant nous savons que Jacques désirait se battre, mais qu'il voulait en garder l'initiative. Surrey devait venir à lui, car lui n'irait pas à Surrey. Ironiquement, selon ce que l'on sait maintenant, Jacques s'en serait mieux tiré s'il avait accepté l'invitation de Surrey, permettant à ses piquiers de tirer avantage du terrain plat de la plaine.
Surrey était face à un choix difficile. À court de vivres, il devait soit abandonner le terrain, soit effectuer une manœuvre risquée, consistant à contourner les Écossais en marchant vers le nord et vers l'ouest, pour prendre place dans les lignes de communication de Jacques, le forçant à sortir de sa position présente et à marcher vers la frontière. Le fait que Jacques n'abandonna pas Flodden, ou qu'il ne le fit que lorsqu'il était trop tard, donna à l'Angleterre une de ses victoires les plus complètes sur l'Écosse de toute leur histoire commune.
Surrey commença sa marche le soir du 8 septembre. Durant la matinée suivante, son armée traversa la Till en deux points. La majeure partie, les divisions d'Edmund Howard et de Thomas Howard avec de l'artillerie, traversa à Twizel Bridge, tandis que le reste de l'armée, les troupes de Surrey, de Dacre et de Stanley, franchirent la Till près de Milford Ford. Puis l'armée se dirigea vers le sud, vers Branxton Hill.

### Branxton
Jacques ne sut qu'il avait été contourné probablement qu'un peu après midi. La visibilité était mauvaise, le temps continuant à être humide et venteux. La seule position défendable restait Branxton, dans la partie nord de la forteresse naturelle, et l'armée écossaise commença son lent redéploiement. Une fois cela fait, Jacques organisa sa ligne de front en quatre divisions. Le flanc gauche, sous le commandement conjoint de Lord Hume et du comte de Huntly, était composé d'hommes de la frontière et du nord-est de l'Écosse. Puis venait la division commandée par les comtes d'Erroll (en), de Crawford (en) et de Montrose (en). À leur droite, se trouvait l'unité la plus puissante et la mieux équipée, commandée par le roi en personne. À la droite de Jacques, il y avait les Highlanders, commandés par les comtes d'Argyll et de Lennox. Une cinquième division, commandée par Bothwell, se tenait en réserve près du roi. Il y avait un espace d'une soixantaine de mètres entre chaque division, occupé par de l'artillerie.
Surrey prit des dispositions identiques, imitant celles de l'ennemi. À l'extrême droite, faisant face à Huntly et Hume, il plaça, dans l'ordre, son plus jeune fils, Edmund Howard, son fils aîné Thomas, le Lord Amiral, et, peut-être légèrement en retrait, Lord Dacre et de la cavalerie. Cette unité allait accomplir une tâche remarquable comme réserve mobile. À leur gauche se trouvait la propre division de Surrey. Enfin, à l'extrême gauche, Edward Stanley avec des hommes du Lancashire et un contingent du Cheshire, commandés par Sir Richard Cholmondeley (en), se tenaient un peu en arrière. L'artillerie royale se trouvait près du Lord Amiral.
Les récits contemporains et ultérieurs de la bataille, tous écrits du point de vue du vainqueur, rendent difficile la description exacte de l'événement. Il n'est pas toujours possible de concilier les contradictions dans les narrations, et beaucoup d'entre elles eurent tendance à s'accorder sur les histoires les plus courantes. Flodden est mieux comprise comme une série de petites batailles, qui fusionnèrent en une grande. Ainsi les archers anglais, qui eurent peu d'importance dans une partie de la scène, eurent un impact énorme dans une autre. Le rôle joué par l'artillerie a pu être bref, mais il fut crucial. Des deux côtés, les frontaliers n'abandonnèrent pas la bataille, comme certains l'ont suggéré ; simplement ils se tinrent mutuellement en échec.

### La charge des comtes
Ce qui est certain, c'est que la bataille de Flodden commença par un duel d'artillerie vers 16 h le 9 septembre 1513. Comme les Anglais occupaient des zones mortes au-dessous de Branxton, l'artillerie écossaise tonna sans grande efficacité. L'artillerie anglaise, quelque 22 canons dirigés par Sir Nicholas Appelby, était plus légère et plus facile à manipuler. Elle était également utilisée avec une bien plus grande précision. Bientôt tous les canons écossais restèrent silencieux. Les décharges anglaises se concentrèrent alors sur le haut de la colline, atteignant les divisions écossaises, qui se détachaient sur la crête, dans un feu croisé précis et meurtrier. Ce fut en fait le début de la fin pour les Écossais. Jacques était alors pris, comme le quatrième comte de Douglas à la bataille de Homildon Hill. Ses hommes ne pouvaient plus longtemps résister au feu anglais. Mais toute tentative pour se redéployer derrière le sommet de Branxton Hill, hors de portée de l'artillerie, comportait le risque de voir l'armée se désagréger par la panique. Les intentions de Jacques à cet instant nous sont inconnues, mais la vive action des hommes de Huntly et de Hume à sa gauche lui fit prendre sa décision. Comme le dit l'Exacte rencontre : « Nos canons brisèrent et gênèrent si bien la grande armée écossaise qu'une partie d'entre eux fut forcée de descendre vers notre armée. »
La partie du terrain occupée par les frontaliers et les Gordon était un peu moins abrupte que le reste de la position écossaise, et le sol devenait plat vers l'endroit où se trouvaient les hommes d'Edmund Howard. Avec leurs piques à l'horizontale, les Écossais progressèrent bien vers leurs ennemis. Le vent et la pluie soufflaient dans la face des archers anglais, qui décochaient leurs traits avec peu de résultats. En maintenant leur vitesse, Hume et Huntly pénétrèrent dans la division d'Howard, qui se désintégra sous l'impact. Beaucoup furent tués, bien plus s'enfuirent. À cet instant critique, l'avance des Écossais, désorganisés alors par leur victoire, fut mise en échec par la charge de Dacre et de la cavalerie légère. D'après le folklore, Edmund Howard se battant lui-même contre plusieurs Écossais qui voulaient le faire prisonnier pour la rançon, fut sauvé par les hommes de Dacre commandés par Heron le Bâtard. Hume et Huntly se retirèrent. Dans cette partie de la scène, la bataille de Flodden était terminée.

### Les avancées de Jacques IV
En observant le succès de leur gauche, les deux divisions voisines commencèrent, elles aussi, à descendre la pente de Branxton, Errol et Crawford se dirigeant vers le Lord Amiral, et le roi vers Surrey. Mais dans cette partie du terrain, les conditions étaient entièrement différentes de celles de la gauche. La colline était escarpée, humide et glissante, forçant beaucoup à retirer leurs chaussures pour avoir une meilleure adhérence sur le terrain. Les rangs des piquiers, avançant à la manière des lansquenets allemands, commençaient sans doute à rompre leurs alignements, avant d'atteindre le bas de la colline. Ils avaient perdu toute leur vitesse, quand ils atteignirent un petit ruisseau, qui devait être franchi, avant de remonter la pente vers les Anglais groupés autour de Piper's Hill. Ils étaient aussi vraisemblablement harcelés par le feu continuel de l'artillerie. Leurs formations étant morcelées, il fut possible aux hallebardiers anglais de pénétrer jusqu'à eux et de commencer à tailler, à percer et à couper les têtes. Plutôt que de longues piques, chaque homme disposait d'une perche de près de 5 mètres. Les épées furent sorties, mais elles ne pouvaient rivaliser avec la portée des meurtrières hallebardes. Crawford, Errol et Montrose furent bientôt tués et leurs divisions détruites, permettant au Lord Amiral de se tourner vers le flanc exposé de la division du roi.
L'engagement de Surrey fut particulièrement difficile. Rangées en face de lui se trouvaient les meilleures troupes de l'armée écossaise. Et malgré les problèmes rencontrés par les piquiers pour rester en formation, il fut obligé de prendre un peu de champ. Mais Jacques et ses hommes finirent par être arrêtés, permettant aux hallebardiers de commencer leur travail. Ce qui arriva à la réserve de Bothwell est en quelque sorte un mystère. On sait que le comte fut tué pendant le combat, aussi on suppose qu'il s'était avancé pour porter secours au roi peu de temps après le début de la bataille, ou après avoir vu sa progression stoppée par Surrey.
Pendant ce temps, sur la gauche anglaise, Stanley était considérablement en arrière, derrière Surrey, et il arriva en retard. Son approche passa complètement inaperçue aux Highlanders commandés par Argyll et Lennox, qui étaient apparemment pétrifiés par la lutte sanglante du centre. Stanley nota qu'Argyll et Lennox occupaient une forte position, mais il put voir également que la partie est de la crête où ils se tenaient, à près de 200 mètres au sud de Mardon, était inoccupée. Une déclivité dans le terrain lui permit d'approcher à couvert du flanc ennemi. Sa tactique était hardie : une partie de ses forces fut détachée pour engager une attaque frontale, pendant qu'il menait le reste sur le côté. La pente était si escarpée et le sol si glissant que, comme les Écossais du centre, ses hommes ôtèrent leurs chaussures, grimpant même sur les mains et les genoux. Devant, les troupes de Highlanders les moins bien armées tombaient déjà sous la pluie de flèches anglaises, et quand les flèches commencèrent à arriver d'une direction inattendue, cela fut de trop. Argyll et Lennox furent tués, et leur brigade dispersée disparut vers l'ouest, à travers la partie centrale du champ de bataille, couvert de morts et de blessés.

### La mort du roi
Nous ne savons pas exactement quand le roi fut abattu. Comme il était sur la ligne de front, cela a pu se passer au début de la mêlée. Hume, qui tenait toujours le terrain à la gauche, a souvent été critiqué de n'avoir pas avancé pour porter secours au roi et à ses camarades du centre. Cette accusation n'est pas tout à fait juste. À en juger par la facilité avec laquelle Dacre contra son avance, il paraît probable que ses piquiers avaient été dispersés. Beaucoup d'entre eux purent avoir rompu leurs rangs pour aller piller les morts. Les réorganiser, puis les faire marcher en formation sur le centre aurait été difficile, et exposer son flanc à Dacre aurait été suicidaire. De plus, Hume tenait cette partie du terrain à travers laquelle le reste de l'armée écossaise défaite pouvait fuir. C'est grâce à lui et à Huntly que ce désastre ne prit pas les proportions catastrophiques de la bataille de Cannæ. L'histoire rapportée par Pittscottie que Hume aurait laissé le roi pour continuer de son côté, considérant avoir fait sa part, est d'origine tardive, composée bien après que Hume fut exécuté pour trahison durant le règne de Jacques V.
Quant à Jacques lui-même, son jugement fut désastreux. Comme par le passé, il était parti à la bataille sans tenir compte de la direction et de la gestion de son armée. Mauvais stratège et mauvais tacticien, il fut surclassé dans le combat, et, à la fin, sa bravoure personnelle ne compta pour rien dans cette situation. Le commentaire maintes fois cité de l'historien anglais Édouard Hall mérite d'être répété :
« Oh, quel noble et triomphant courage il fallut à ce roi pour combattre comme un simple soldat ! Mais à quoi lui servit sa solide armure, et la puissance de ses imposants champions avec qui il descendit de la colline ? Il leur faisait tant confiance qu'il pensa être capable de vaincre ce jour-là, avec ses gens robustes et nombreux, le plus grand de tous les princes, s'il avait été là à la place de Surrey, ou sinon de réaliser lui-même une entreprise qui surmonterait les entreprises de tous les autres princes. Mais il se trouva que ce fut Dieu qui le frappa, et il ne fut alors pas plus estimé qu'un pauvre soldat, car nous suivons tous le même chemin. »
On dit que la charge de Jacques l'amena à une portée d'épée de Surrey, quoique cela ressemble un peu trop à l'histoire de Richard III à la bataille de Bosworth, et cet épisode a sans doute été ajouté pour illustrer le danger dans lequel s'était trouvé le vieux vainqueur. Le corps de Jacques ne fut découvert par les troupes anglaises que le jour suivant, et seulement après des difficultés, dépouillé de son armure et mutilé.

### Le vendredi noir
La bataille de Flodden Field s'acheva un peu après 18 h, alors que le soir d'automne commençait à tomber. Surrey, toujours incertain du résultat, garda ses hommes sur le qui-vive, et ce ne fut que le lendemain matin qu'il réalisa combien sa victoire avait été complète. Devant lui, autour de Piper's Hill se dressait une montagne de morts. Quelques cavaliers écossais apparurent à Branxton Hill, mais ils furent rapidement chassés, et les hommes de Surrey prirent possession des canons silencieux de Borthwick. Ce qui restait de l'armée écossaise s'en alla en traversant le fleuve Tweed.
Beaucoup furent laissés en arrière, reposant à jamais en Angleterre. Jacques fut rejoint dans la mort par une dizaine de comtes ainsi que par quatorze Lords du Parlement et plusieurs chefs de clans des Highlands. Son fils Alexandre, l'archevêque de St.-Andrews, fut aussi tué avec d'autres éminents hommes d'église. En tout, environ 10 000 hommes, un tiers ou plus de l'armée écossaise, furent tués. Il y eut peu de prisonniers. Les pertes anglaises, qui s'élevaient à 1 500 morts, furent particulièrement importantes chez les hommes du Cheshire, qui étaient aux côtés d'Edmund Howard.

## Flodden dans l'histoire
Flodden fut essentiellement une victoire des hallebardiers sur les piquiers. En tant qu'arme, la pique n'est seulement efficace que dans une guerre de mouvement, tout particulièrement pour résister à une charge de cavalerie. Le terrain accidenté du Northumberland, la nature du combat et le sol glissant ne permirent pas de l'employer au mieux. Les Écossais auraient sûrement mieux réussi s'ils avaient conservé leurs épées traditionnelles de schiltron.
Les fantassins à Flodden, les Écossais comme les Anglais, se battirent pour l'essentiel d'une façon qui n'aurait pas étonné leurs ancêtres, et cette bataille a été fort justement décrite comme la dernière grande bataille médiévale dans les îles Britanniques. Mais ce fut la dernière fois que piquiers et hallebardiers s'affrontèrent à égalité dans un combat. Deux années plus tard, François Ier défit les piquiers suisses à la bataille de Marignan, en utilisant une combinaison de cavalerie lourde et d'artillerie, ouvrant une nouvelle ère de l'histoire de la guerre.

## Suites
Tactiquement, cette bataille fut un des premiers engagements majeurs dans les îles Britanniques où l'artillerie joua un rôle décisif. On considère en revanche que ce fut le dernier usage décisif de l'arc, bien que les archers anglais connussent encore des succès, par exemple à la bataille de Pinkie Cleugh contre les Écossais ou à la bataille de Guinegatte contre les Français.
Beaucoup de ces archers furent recrutés dans le Lancashire et le Cheshire. Sir Richard Asseton (en) leva une telle compagnie à Middleton, près de Manchester. En remerciement de son retour sain et sauf de la bataille, il fit reconstruire la chapelle paroissiale St Leonard de Middleton (en). Elle contient l'unique « fenêtre Flodden », le vitrail représentant chacun des archers et le prêtre qui les accompagna, avec leurs noms.
En récompense de sa victoire, Howard fut restauré par la suite duc de Norfolk, ce titre ayant été perdu par son père à cause de son soutien à Richard III.
Il n'y eut pas de famille noble en Écosse qui ne perdît au moins un parent à Flodden. La chanson de Jane Elliot « The Floo'ers o' the Forest (are a' wede away) » rappelle le souvenir de tous ces morts. Sa dernière strophe :
Nous ne les entendrons plus chanter, en trayant les brebis,
Les femmes et les enfants sont tristes et consternés,
Soupirant et gémissant, sur chaque lieu de traite.
Les fleurs de la forêt se sont toutes fanées.

## Victimes éminentes
- Jacques IV, roi d'Écosse ; mort à la bataille
- Alexander Stewart, archevêque de St. Andrews et Lord Chancelier d'Écosse ; mort à la bataille
- Lieu. Gen. Archibald Campbell, deuxième comte d'Argyll ; mort à la bataille
- William Graham (1er comte de Montrose) (en) ; mena une partie de l'avant-garde écossaise ; mort à la bataille
- John Lindsay (6e comte de Crawford) (en) ; mort à la bataille
- William Hay (4e comte d'Errol) (en) ; mort à la bataille
- Adam Hepburn (2e comte de Bothwell)
- Peter Huston, chef du clan Houston ; mort à la bataille
- David Kennedy (1er comte de Cassilis) (en)
- George Leslie (2e comte de Rothes) (en)
- Matthew Stewart (2e comte de Lennox) ; mort à la bataille
- William Sinclair (2e comte de Caithness) (en)
- John Douglas (2e comte de Morton) (en)
- John Campbell d'Auchreoch ; mort à la bataille
- John Carnegie, 5th of Kinnaird ; mort à la bataille
- Alan Cathcart, master de Cathcart ; mort à la bataille
- George Douglas, master d'Angus ; mort à la bataille
- Sire William Douglas de Glenbervie ; mort à la bataille
- George Hepburn (en)
- Alexander Lauder de Blyth (en)
- John Mure de Rowallan ; mort à la bataille
- Alexander Ramsay de Dalhousie ; mort à la bataille
- Sire John Rattray, Lord de Rattray ; mort à la bataille
- John Ross de Halkhead (en) ; mort à la bataille
- William Ruthven (en) ; mort à la bataille
- John Sempill, 1er Lord Sempill de Eliotstoun (en) ; mort à la bataille
- Sir John Somerville de Cambusnethan (en) ; mort à la bataille

## La bataille dans la culture
Le groupe allemand de heavy metal, Grave Digger, aborde le thème de la bataille dans sa chanson The battle of Flodden.